# Ішурія
Ішурі́я, або затримка сечі — неможливість випорожнення сечового міхура, незважаючи на переповнення його сечею за різних причин.
За характером перебігу ішурію поділяють на гостру та хронічну, повну та неповну. Повну затримку сечі не варто плутати з анурією, коли сеча взагалі не утворюється та сечовий міхур порожній.

## Причини
Затримка сечовиділення може виникнути внаслідок наступних факторів:
- механічні причини (аденома, абсцес або рак передміхурової залози, гострий простатит, травма уретри, камінь сечового міхура або уретри, пухлина уретри або шийки сечового міхура, фімоз);
- захворювання ЦНС (пухлина та травми головного або спинного мозку, спинна сухотка, мієліт);
- рефлекторні функціональні причини (після операції на промежині, прямій кишці, жіночих статевих органах, після пологів, при стресі, алкогольному сп'янінні, істерії, вимушеному тривалому перебуванні пацієнта у ліжку тощо);
- медикаментозна інтоксикація (снодійні засоби, наркотичні анальгетики).

## Клінічні ознаки
При гострій затримці сечовиділення спостерігають неможливість самостійно спорожнити сечовий міхур, гострий розпираючий біль внизу живота. При огляді виявляють кулеподібне випинання над лобком. При пальпації виявляють щільне еластичне утворення над лоном. Іноді при атонії детрузора сечовий міхур може містити до 1 л сечі, а позиви до сечовиділення відсутні.
Гостра затримка сечовипускання при переповненому сечовому міхурі виникає внаслідок: механічної перешкоди (аденома або рак передміхурової залози, простатит, камінь, рак сечового міхура або сечовипускного каналу, фімоз, розрив сечовипускального каналу); неврологічних причин (пухлина або травматичні ушкодження головного і спинного мозку тощо); функціонально-рефлекторних порушень (після операцій, тривала затримка сечовипускання, істерія); отруєнь, токсико-алергічних уретритів.
Хронічна затримка сечовипускання розвивається внаслідок порушення відтоку сечі при інфравезікальній обструкції (доброякісна гіперплазія передміхурової залози, рак передміхурової залози, склероз передміхурової залози та шийки сечового міхура, стриктура уретри тощо) та характеризується появою та поступовим збільшенням кількості залишкової сечі внаслідок гіпотонії та атрофії детрузора.

## Лікування
Лікування хворих із ішурією полягає у виведенні сечі з сечового міхура та усунення причин, які спричинили її. Випорожнення сечового міхура часто здійснюють за допомогою катетеризації, надлобкової капілярної пункції, троакарної цистостомії та епіцистостомії.
Якщо не усунути причину порушення відтоку сечі, може виникнути парадоксальна ішурія. Сеча, здолавши розтягнутий сегмент міхура, незалежно від волі хворого постійно краплями виділяється з сечовипускного каналу, тобто на тлі повної затримки спостерігають нетримання сечі.
При гострій затримці сечі потрібна екстрена допомога — спорожнення сечового міхура шляхом катетеризації. Для цього лікар швидкої допомоги робить катетеризацію сечового міхура гумовим катетером. Заздалегідь слід ввести спазмолітичні препарати (1 мл 2 % розчину папаверину гидрохлорида, 1 мл 0,2 % розчину платифіліну підшкірно). Використовувати для цієї мети металевий катетер не рекомендують — можна пошкодити сечовипускальний канал. Після спорожнення сечовий міхур промивають розчином антисептика (0,02 % розчину фурациліну). Якщо після катетеризації самостійне сечовипускання не відновлюється, хворий підлягає госпіталізації для уточнення і усунення причини затримки сечі.